# Wassil
Wassil ist ein männlicher Vorname ([-z-], bulgarisch Васил) abgeleitet von dem griechischen Namen Basileios (griechisch Βασιλειος), der seinerseits auf basileus (gr. βασιλευς) mit der Bedeutung „König“ zurückging.

## Namensträger
- Wassil (1931–1989), brasilianischer Fußballspieler
- Wassil Bykau (1924–2003), belarussischer Schriftsteller
- Wassil Lewski (1840–1873), ein führender Revolutionär und Ideologe der bulgarischen Freiheitsbewegung
- Wassil Sacharka (1877–1943), belarussischer Politiker und Präsident der Rada BNR
- Wassil Talasch (1845–1946), belarussischer Partisan